# 1912年德國聯邦選舉

選舉地圖

1912年德國聯邦選舉於1月12日舉行。儘管社會民主黨（SPD）自1890年以來在每次選舉中獲得的選票最多，但從未贏得最多席位，儘管它曾在1907年的選舉中獲得了超過百萬票。然而在1912年的選舉中，社民黨保持其作為得票最多的政黨的地位，並成為帝國議會中最大的政黨，贏得了397個席位中的110個。
與德意志帝國統治精英敵對或矛盾的政黨——社會民主黨、中央黨和左翼自由主義的進步人民黨——共同贏得了多數席位。這使得特奧巴爾德·馮·貝特曼-霍爾韋格政府對1913年的扎伯恩事件和1917年的德國國會和平決議成功投了不信任票。然而，中央和進步黨不願意一貫反對，這使得政府在很大程度上離開了自由地為所欲為。
一些歷史學家例如弗里茨·菲舍爾，認為第一次世界大戰部分是保守的普魯士容克應對結果的戰略的結果。為了增加對保守黨派和政策的支持，並分散民眾對社民黨的注意力，他們希望在與俄羅斯或塞爾維亞等其他東歐國家的外部衝突中激發愛國主義。